# 卡克瓦河

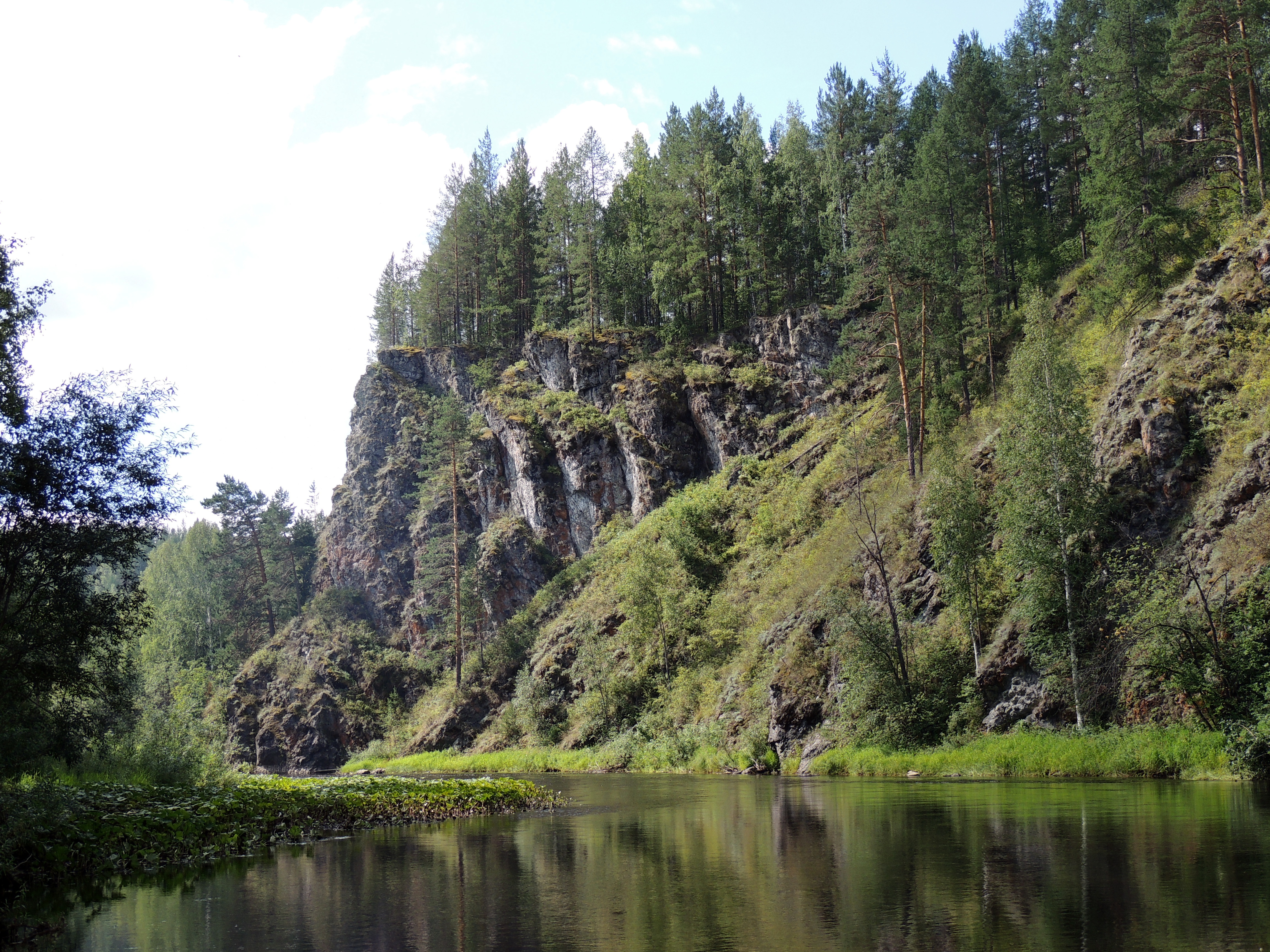
卡克瓦河

卡克瓦河是俄羅斯的河流，位於斯維爾德洛夫斯克州內，屬於索西瓦河的右支流，自烏拉爾山脈北部東麓的發源地朝東方向流，河道全長170公里，流域面積1,970平方公里，河畔城鎮有謝羅夫。